# Общество святого Викентия де Поля

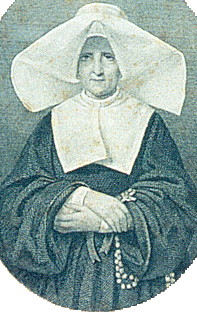
Блаженная Розалия Рендю — одна из основательниц Общества святого Викентия де Поля

 О́бщество свято́го Вике́нтия де По́ля  — международное католическое движение, занимающееся благотворительной деятельностью. Общество святого Викентия де Поля было инициировано адвокатом, историком философии и профессором Сорбонны блаженным Фредериком Озанамом в 1833 году для работы в бедных районах Парижа, Франция.

## История
23 апреля 1833 года Антуан Фредерик Озанам основал общество «Товарищество Любви», которое позднее преобразовалось в благотворительную организацию «Общество святого Викентия де Поля». Активное участие в становлении Общества святого Викентия де Поля приняла монахиня из конгрегации «Дочери милосердия» блаженная Розалия Рендю, которая предложила называть благотворительную организацию в честь покровителя своей конгрегации святого Викентия де Поля. Первоначально Общество святого Викентия де Поля работало среди бедных жителей Парижа и к концу XIX века стало постепенно распространять свою деятельность в других странах. Обществу помогали многочисленные благотворители, среди которых был блаженный Лео Дюпон.

## Настоящее время
В настоящее время Общество святого Викентия де Поля объединяет в своих рядах священнослужителей и мирян, которые работают в различных странах мира среди бедных и нуждающихся. Члены общества объединены в местные конференции, которые объединяют местных добровольцев для совместной благотворительной деятельности. Местные конференции объединяются в единую структуру, которой руководит Главный совет, находящийся в Париже.